# Миницкий, Николай Иосифович
Николай Иосифович Миницкий (бел. Мікалай Іосіфавіч Мініцкі; род. 15 сентября 1942, Полоцк, Витебская область) — белорусский историк, методолог; главный редактор журнала «Гісторыя: праблемы выкладання» (с 1997 года). Подготовил двух кандидатов наук. Автор более 150 работ.

## Биография
В 1968 году окончил исторический факультет БГУ.
Наибольшее влияние на формирование научного мировоззрения оказали Г. М. Лившиц, Л. А. Микешина, Л. И. Немировский, Ф. М. Нечай.
В 1977 году защитил кандидатскую диссертацию «Религиозный аспект сословно-классовой борьбы патрициев и плебеев в Древнем Риме» (научный руководитель — профессор Ф. М. Нечай). В 2007 году защитил докторскую диссертацию «Методы построения научного и образовательного исторического знания».
Доцент (с 1982) кафедры философии Белорусского государственного института народного хозяйства. С 1993 года — доцент, а с 2007 — доктор исторических наук, профессор кафедры древних цивилизаций и средневековья Белорусского государственного педагогического университета им. М. Танка.
Научные интересы: античная история, методология истории, теория учебника; построение и представление знаний, проблемы перевода научного знания в образовательное и учебное.

## Основные публикации
- Методы построения научного и образовательного исторического знания. — Мн., 2006;
- Преподавание истории древнего мира: Учеб. пособ. — Мн., 2000;
- Да развіцця канцэпцыі школьнай гістарычнай адукацыі // Беларускі гістарычны часопіс. 2001. — № 5;
- «Энеида» и «Библия»: видения апокалипсиса (эмоционально-смысловая доминанта текста) // Весці БДПУ імя М. Танка. 2003. — № 4;
- Идеалы и практика античной демократии (структурно-композиционный анализ речи Перикла; Фукидид. История 1, 36-41) // Весці БДУ. — 2004. — № 1;
- Психолингвистические и информационные аспекты восприятия и обработки учебного текста // Белорусский психологический журнал. — 2004. — № 3;
- Гістарычная навука і адукацыйныя веды: гуманітарныя асновы міждысцыплінарнай інтэграцыі // Беларускі гістарычны часопіс. — 2006. — № 6.